# Longdoz
 (juillet 2021).
Si vous disposez d'ouvrages ou d'articles de référence ou si vous connaissez des sites web de qualité traitant du thème abordé ici, merci de compléter l'article en donnant les références utiles à sa vérifiabilité et en les liant à la section « Notes et références ».
Le Longdoz est un quartier administratif de la ville de Liège, sur la rive droite de la Meuse, à l'est du quartier administratif du centre.

## Histoire
Au XIIe siècle, ce n'était qu'un ensemble de prés souvent recouverts par les eaux, ce qui nous est partiellement confirmé par la typologie de Longdoz. Dorsum désignait un pré qui longeait un cours d'eau, en l'occurrence, l'Ourthe et longum son étendue extraordinaire. Longum dorsum est devenu Longdoz.
Autrefois ensemble de cultures et de champs de houblon, il fut décidé en 1834 d'y tracer la rue Grétry pour permettre la liaison entre le centre de Liège et les faubourgs de Grivegnée, en passant par le quartier de la Bonne Femme. Ce fut un des premiers chantiers de développement de la rive droite. La construction de la gare de Liège-Longdoz en 1851 va accentuer cet essor et plusieurs usines s'installent dans le quartier, comme Taf et Jubilé, les pneus Englebert, le sidérurgiste Espérance-Longdoz, l'Air liquide ou les Pieux Franki d'Edgard Frankignoul.

## Artères et sites principaux
- Quai Mativa – voir passerelle Mativa
- Rue Grétry – centre commercial Médiacité construit sur le site de l'ancienne gare
- Boulevard Raymond Poincaré
- Parc de la Boverie et le Mamac
- Le palais des congrès

## Renouveau
Un renouveau est amorcé après un déclin partiel provoqué par le déménagement des industries, la fermeture de la gare et sa démolition à l'été 1969. Plus tard, une galerie commerçante sera construite, le Centre Longdoz. Finalement, le quartier entame sa reconversion dans le domaine de l'audiovisuel et des médias par la construction de la Médiacité, sur un terrain de 6,5 hectares. La Médiacité, complexe d'activités commerciales, culturelles et de loisirs, est inaugurée en octobre 2009.
En janvier 2018, la ville de Liège achète le site de l'entreprise Palmolive, terrain situé entre les rues Lairesse et des Champs, afin de l'aménager en un parc de 5 000 m2. L'ouverture du parc était initialement prévue en 2020, mais les travaux ont accusé du retard.